# Deer Park (Washington)
Deer Park és una població dels Estats Units a l'estat de Washington. Segons el cens del 2000 tenia 3.017 habitants.

## Demografia
Segons el cens del 2000, Deer Park tenia 3.017 habitants, 1.105 habitatges, i 756 famílies. La densitat de població era de 181,7 habitants per km².
Dels 1.105 habitatges en un 38,7% hi vivien nens de menys de 18 anys, en un 50,2% hi vivien parelles casades, en un 13,3% dones solteres, i en un 31,5% no eren unitats familiars. En el 26,6% dels habitatges hi vivien persones soles el 14,2% de les quals corresponia a persones de 65 anys o més que vivien soles. El nombre mitjà de persones vivint en cada habitatge era de 2,69 i el nombre mitjà de persones que vivien en cada família era de 3,24.
Per edats la població es repartia de la següent manera: un 32,5% tenia menys de 18 anys, un 7,3% entre 18 i 24, un 27,5% entre 25 i 44, un 18% de 45 a 60 i un 14,7% 65 anys o més.
L'edat mediana era de 34 anys. Per cada 100 dones de 18 o més anys hi havia 83,8 homes.
La renda mediana per habitatge era de 32.470 $ i la renda mediana per família de 37.820 $. Els homes tenien una renda mediana de 36.326 $ mentre que les dones 19.825 $. La renda per capita de la població era de 17.132 $. Aproximadament el 10,8% de les famílies i el 15,1% de la població estaven per davall del llindar de pobresa.

## Poblacions properes
El següent diagrama mostra les poblacions més properes.